# Mohammed IV de Grenade
Abû `Abd Allâh Mohammed IV est le sixième émir nasride de Grenade. Il est né en 1315, et monte sur le trône en 1325 après l'assassinat de son père Ismâ`îl Ier. Il règne jusqu'à sa mort en 1333, assassiné lui aussi. Son frère cadet Yûsuf lui succède.

## Biographie
En 1325, Mohammed IV est trop jeune pour exercer le pouvoir. Il est sous la régence de l'Hâjib Ibn al-Mahrûq de 1325 à 1329. En 1325, le roi de Castille Alphonse XI atteint sa majorité et prend le pouvoir, mettant fin aux désordres qui s'étaient produits pendant la régence. 
Le sultan mérinide Abû Sa`îd `Uthmân est trop occupé sur son territoire pour engager des campagnes extérieures. En  1331, son successeur Abû al-Hasan `Alî reprend les attaques contre les Castillans. Il attaque et prend Algésiras et Gibraltar en 1333.
Mohammed IV, ne va pas profiter de ces succès sur les Castillans, il est assassiné la même année. Son frère cadet Yûsuf lui succède.